# 東淀川区
東淀川区（ひがしよどがわく）は、大阪市を構成する24行政区のうちの一つ。

## 概要
市域の北東部最北端に位置し、その北東端の北江口や井高野には大阪市営の団地が立ち並んでおり、大阪都市圏のベッドタウンとなっている。人口は大阪市24区のうち、平野区・淀川区に次いで多く、区域には主に住宅街が広がっている。
1925年に各町村が大阪市に編入され、東淀川区が成立した。その後、1943年に大淀区（1989年に旧北区と合区し、現在は北区の一部となっている）、1974年に淀川区をそれぞれ分離し、現在の区域となった。

### 区名の由来
淀川流域にあり、かつ同時期に誕生した西淀川区との相対的な位置関係による。当初案としては上淀区、中島区、長柄区などがあった。当初大阪市会は中島区を区名として決議し、大阪府参事会に答申したが、採用には至らなかった。

## 地理
区南部を淀川が、区北部を神崎川・安威川が流れ、特に北江口、井高野、相川は安威川と神崎川に挟まれた場所に位置する。淀川の対岸に位置する旭区・都島区・北区とは道路橋や鉄道橋で結ばれており、淀川の河川敷には第二次世界大戦中の空襲によってできた「ばくだん池」が点在している。
区西端では東海道本線の線路によって淀川区と分断されており、東海道新幹線との交点に位置する新大阪駅付近にはオフィスビルやホテルが集中している（新大阪駅自体は淀川区に在する）。また、上新庄駅や淡路駅を中心として商業地域が広がっている。

### 隣接している自治体・行政区

#### 大阪市の行政区
- 淀川区
- 北区
- 都島区
- 旭区

#### 自治体
- 吹田市
- 摂津市
- 守口市

### 地名
| 住居表示実施時 1980年2月〜 | 旧町名                                                       | 東淀川区成立当時 1925年4月 | 大阪市編入前（西成郡） 1925年3月まで          |
| -------------------------- | ------------------------------------------------------------ | --- | --------------------------------------------- |
| 井高野                     | 井高野町                                                     | 江口町 小松町 北大道町 西大道町 南大道町 豊里町 橋寺町 豊里三番町 豊里菅原町 上新庄町 下新庄町 日之出町 国次町 山口町 飛鳥町 南方町 柴島町 浜町 薬師堂町 | 中島村 大道村 豊里村 新庄村 北中島村 西中島町 |
| 北江口                     | 北江口町、井高野町                                           | 江口町 小松町 北大道町 西大道町 南大道町 豊里町 橋寺町 豊里三番町 豊里菅原町 上新庄町 下新庄町 日之出町 国次町 山口町 飛鳥町 南方町 柴島町 浜町 薬師堂町 | 中島村 大道村 豊里村 新庄村 北中島村 西中島町 |
| 南江口                     | 南江口町、小松北通                                           | 江口町 小松町 北大道町 西大道町 南大道町 豊里町 橋寺町 豊里三番町 豊里菅原町 上新庄町 下新庄町 日之出町 国次町 山口町 飛鳥町 南方町 柴島町 浜町 薬師堂町 | 中島村 大道村 豊里村 新庄村 北中島村 西中島町 |
| 相川                       | 相川町、相川北通、相川中通、相川南通、小松町、北江口町       | 江口町 小松町 北大道町 西大道町 南大道町 豊里町 橋寺町 豊里三番町 豊里菅原町 上新庄町 下新庄町 日之出町 国次町 山口町 飛鳥町 南方町 柴島町 浜町 薬師堂町 | 中島村 大道村 豊里村 新庄村 北中島村 西中島町 |
| 小松                       | 小松中通、小松北通、小松南通、島頭町、瑞光通                 | 江口町 小松町 北大道町 西大道町 南大道町 豊里町 橋寺町 豊里三番町 豊里菅原町 上新庄町 下新庄町 日之出町 国次町 山口町 飛鳥町 南方町 柴島町 浜町 薬師堂町 | 中島村 大道村 豊里村 新庄村 北中島村 西中島町 |
| 瑞光                       | 瑞光通、小松南通、島頭町                                     | 江口町 小松町 北大道町 西大道町 南大道町 豊里町 橋寺町 豊里三番町 豊里菅原町 上新庄町 下新庄町 日之出町 国次町 山口町 飛鳥町 南方町 柴島町 浜町 薬師堂町 | 中島村 大道村 豊里村 新庄村 北中島村 西中島町 |
| 大隅                       | 西大道町、大隅通                                             | 江口町 小松町 北大道町 西大道町 南大道町 豊里町 橋寺町 豊里三番町 豊里菅原町 上新庄町 下新庄町 日之出町 国次町 山口町 飛鳥町 南方町 柴島町 浜町 薬師堂町 | 中島村 大道村 豊里村 新庄村 北中島村 西中島町 |
| 大桐                       | 西大道町、北大道町、東大道町、大隅通                         | 江口町 小松町 北大道町 西大道町 南大道町 豊里町 橋寺町 豊里三番町 豊里菅原町 上新庄町 下新庄町 日之出町 国次町 山口町 飛鳥町 南方町 柴島町 浜町 薬師堂町 | 中島村 大道村 豊里村 新庄村 北中島村 西中島町 |
| 大道南                     | 南大道町、東大道町、北大道町、豊里町                         | 江口町 小松町 北大道町 西大道町 南大道町 豊里町 橋寺町 豊里三番町 豊里菅原町 上新庄町 下新庄町 日之出町 国次町 山口町 飛鳥町 南方町 柴島町 浜町 薬師堂町 | 中島村 大道村 豊里村 新庄村 北中島村 西中島町 |
| 豊里                       | 豊里町、豊里三番町、西大道町                                 | 江口町 小松町 北大道町 西大道町 南大道町 豊里町 橋寺町 豊里三番町 豊里菅原町 上新庄町 下新庄町 日之出町 国次町 山口町 飛鳥町 南方町 柴島町 浜町 薬師堂町 | 中島村 大道村 豊里村 新庄村 北中島村 西中島町 |
| 豊新                       | 豊里菅原町、豊里三番町、上新庄町、下新庄町、豊里町、西大道町 | 江口町 小松町 北大道町 西大道町 南大道町 豊里町 橋寺町 豊里三番町 豊里菅原町 上新庄町 下新庄町 日之出町 国次町 山口町 飛鳥町 南方町 柴島町 浜町 薬師堂町 | 中島村 大道村 豊里村 新庄村 北中島村 西中島町 |
| 上新庄                     | 上新庄町                                                     | 江口町 小松町 北大道町 西大道町 南大道町 豊里町 橋寺町 豊里三番町 豊里菅原町 上新庄町 下新庄町 日之出町 国次町 山口町 飛鳥町 南方町 柴島町 浜町 薬師堂町 | 中島村 大道村 豊里村 新庄村 北中島村 西中島町 |
| 下新庄                     | 下新庄町                                                     | 江口町 小松町 北大道町 西大道町 南大道町 豊里町 橋寺町 豊里三番町 豊里菅原町 上新庄町 下新庄町 日之出町 国次町 山口町 飛鳥町 南方町 柴島町 浜町 薬師堂町 | 中島村 大道村 豊里村 新庄村 北中島村 西中島町 |
| 菅原                       | 菅西町、豊里菅原町、豊里三番町、下新庄町                     | 江口町 小松町 北大道町 西大道町 南大道町 豊里町 橋寺町 豊里三番町 豊里菅原町 上新庄町 下新庄町 日之出町 国次町 山口町 飛鳥町 南方町 柴島町 浜町 薬師堂町 | 中島村 大道村 豊里村 新庄村 北中島村 西中島町 |
| 東淡路                     | 東淡路町、柴島町                                             | 江口町 小松町 北大道町 西大道町 南大道町 豊里町 橋寺町 豊里三番町 豊里菅原町 上新庄町 下新庄町 日之出町 国次町 山口町 飛鳥町 南方町 柴島町 浜町 薬師堂町 | 中島村 大道村 豊里村 新庄村 北中島村 西中島町 |
| 淡路                       | 淡路本町、淡路新町、西淡路町                                 | 江口町 小松町 北大道町 西大道町 南大道町 豊里町 橋寺町 豊里三番町 豊里菅原町 上新庄町 下新庄町 日之出町 国次町 山口町 飛鳥町 南方町 柴島町 浜町 薬師堂町 | 中島村 大道村 豊里村 新庄村 北中島村 西中島町 |
| 西淡路                     | 淡路新町、西淡路町、下新庄町                                 | 江口町 小松町 北大道町 西大道町 南大道町 豊里町 橋寺町 豊里三番町 豊里菅原町 上新庄町 下新庄町 日之出町 国次町 山口町 飛鳥町 南方町 柴島町 浜町 薬師堂町 | 中島村 大道村 豊里村 新庄村 北中島村 西中島町 |
| 東中島                     | 南方町、山口町、飛鳥町                                       | 江口町 小松町 北大道町 西大道町 南大道町 豊里町 橋寺町 豊里三番町 豊里菅原町 上新庄町 下新庄町 日之出町 国次町 山口町 飛鳥町 南方町 柴島町 浜町 薬師堂町 | 中島村 大道村 豊里村 新庄村 北中島村 西中島町 |
| 柴島                       | 浜町、薬師堂町、柴島町、南方町、飛鳥町、山口町               | 江口町 小松町 北大道町 西大道町 南大道町 豊里町 橋寺町 豊里三番町 豊里菅原町 上新庄町 下新庄町 日之出町 国次町 山口町 飛鳥町 南方町 柴島町 浜町 薬師堂町 | 中島村 大道村 豊里村 新庄村 北中島村 西中島町 |

橋寺町は、1951年に豊里町へ編入となり、町名が消滅した。国次町は現在の淡路から西淡路にかけての地域、菅西町は豊里菅原町より分町された地域となる。

## 人口
国勢調査の結果では2015年まで人口の減少傾向が続いていたが、2020年の調査の結果では微増している。大阪市内では2010年の調査の結果、平野区に続いて2位であったが、2015年の調査において淀川区に追い抜かれ3位である。
世帯数では2020年現在99,406世帯で淀川区に次いで2位であり、1世帯数当たりの人員数は1.75と大阪市平均の1.84と比べて少ない。
また、大阪市の昼夜間人口比率が131.7であるのに対して東淀川区の比率は97.1であり、1日のうち区内に通勤通学で流入する人口より区外に流出する人口が多く、ベッドタウンの様相を呈している。
| 東淀川区（に相当する地域）の人口の推移 |           |  |
| \| 1970年（昭和45年） \| 154,757人 \| \| \| 1975年（昭和50年） \| 162,242人 \| \| \| 1980年（昭和55年） \| 165,370人 \| \| \| 1985年（昭和60年） \| 170,831人 \| \| \| 1990年（平成2年） \| 180,815人 \| \| \| 1995年（平成7年） \| 185,931人 \| \| \| 2000年（平成12年） \| 183,888人 \| \| \| 2005年（平成17年） \| 178,343人 \| \| \| 2010年（平成22年） \| 176,585人 \| \| \| 2015年（平成27年） \| 175,530人 \| \| |           |  |
| 総務省統計局 国勢調査より |           |  |
| 1970年（昭和45年） | 154,757人 |  |
| 1975年（昭和50年） | 162,242人 |  |
| 1980年（昭和55年） | 165,370人 |  |
| 1985年（昭和60年） | 170,831人 |  |
| 1990年（平成2年） | 180,815人 |  |
| 1995年（平成7年） | 185,931人 |  |
| 2000年（平成12年） | 183,888人 |  |
| 2005年（平成17年） | 178,343人 |  |
| 2010年（平成22年） | 176,585人 |  |
| 2015年（平成27年） | 175,530人 |  |

## 歴史

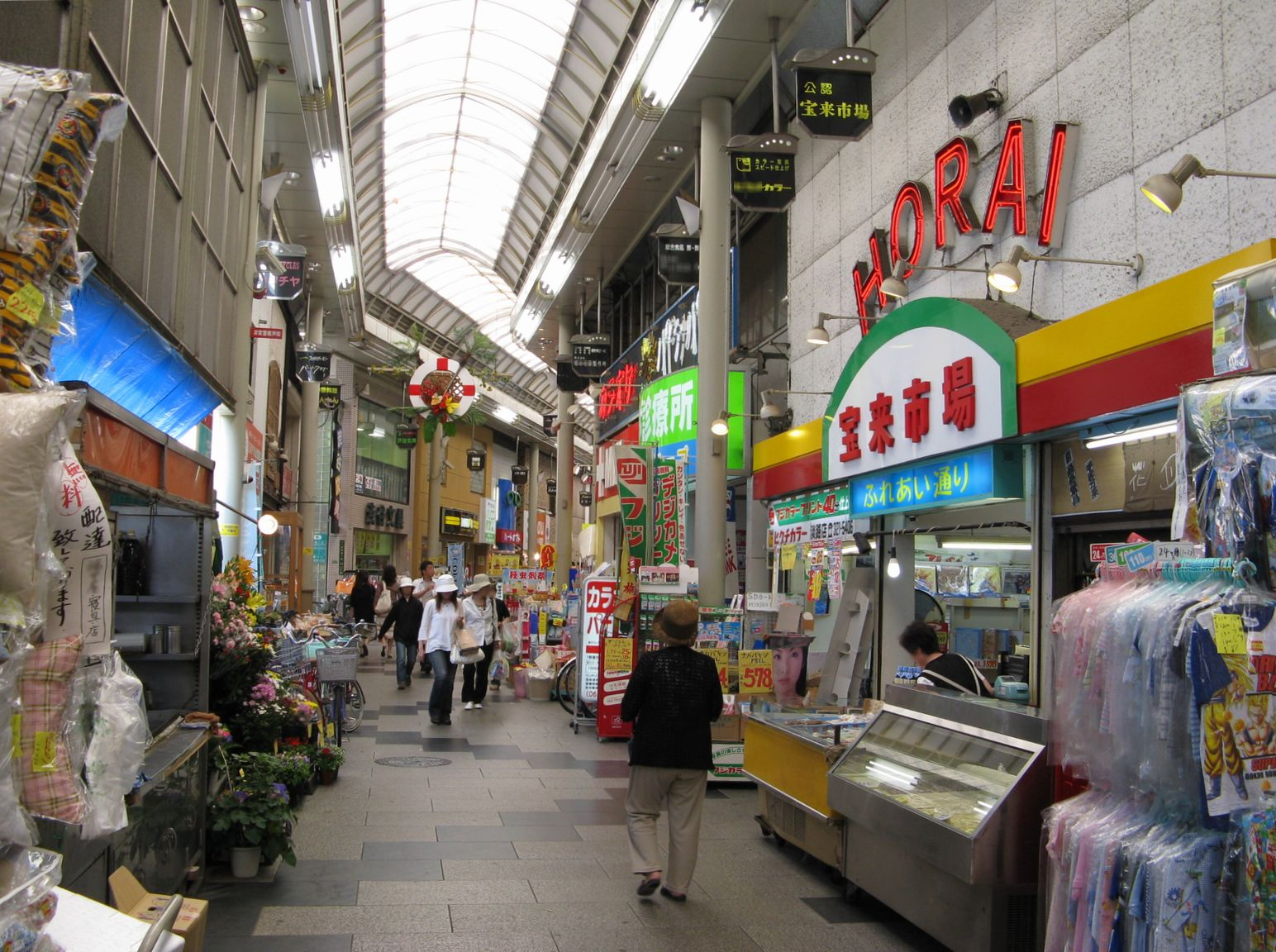
淡路本町商店街

中世から江口は、渡辺津などの影響から神崎川〜淀川を経て京都へ向かう川港として栄えていた。また、三好政長が建てた江口城がある。

### 沿革
- 1914年（大正3年）2月 柴島浄水場が通水開始
- 1925年（大正14年）4月1日 大阪市第二次市域拡張により、西成郡中島村、大道村、豊里村、新庄村、西中島町、北中島村、神津町、中津町、豊崎町が大阪市へ編入され、東淀川区を設置（後の分増区などによって、神津町、中津町、豊崎町域は東淀川区域ではなくなっている）。
- 1931年（昭和6年） - 1939年（昭和14年） 土地区画整理事業にて、相川町、瑞光通、小松北通、淡路新町など・計61ヵ町の名が新たに設定された。
- 1942年（昭和17年） 北大道町、南大道町、橋寺町、豊里町、豊里三番町のそれぞれ淀川左岸区域が旭区へ編入される。
- 1943年（昭和18年）4月1日 新淀川左岸区域を大淀区として分離。西淀川区のうち東海道本線(大阪駅～尼崎駅区間)以東の地域（塚本・加島）が東淀川区へ編入される。同時に東淀川区役所は大淀区役所に転用したため、別の区域に新たに新区役所を設置した。
- 1970年（昭和45年） 旭区との間に豊里大橋が開通。これに伴って平田の渡しは営業を終えた。
- 1974年（昭和49年）7月22日 東海道本線(吹田駅～大阪駅区間)以西を淀川区として分離。淀川区内の町名変更及び住居表示実施については分離と同時に実施されているが、東淀川区として残った地域の町名変更及び住居表示実施については1980年（昭和55年）2月の実施となっている。
- 1983年（昭和58年） 北区との間に長柄橋が開通。
- 1989年（平成元年） 旭区との間に菅原城北大橋が開通。
- 2006年（平成18年）12月24日 大阪市営地下鉄（現：Osaka Metro）今里筋線が開業し、区内に3駅が設置される。

## 交通

### 鉄道

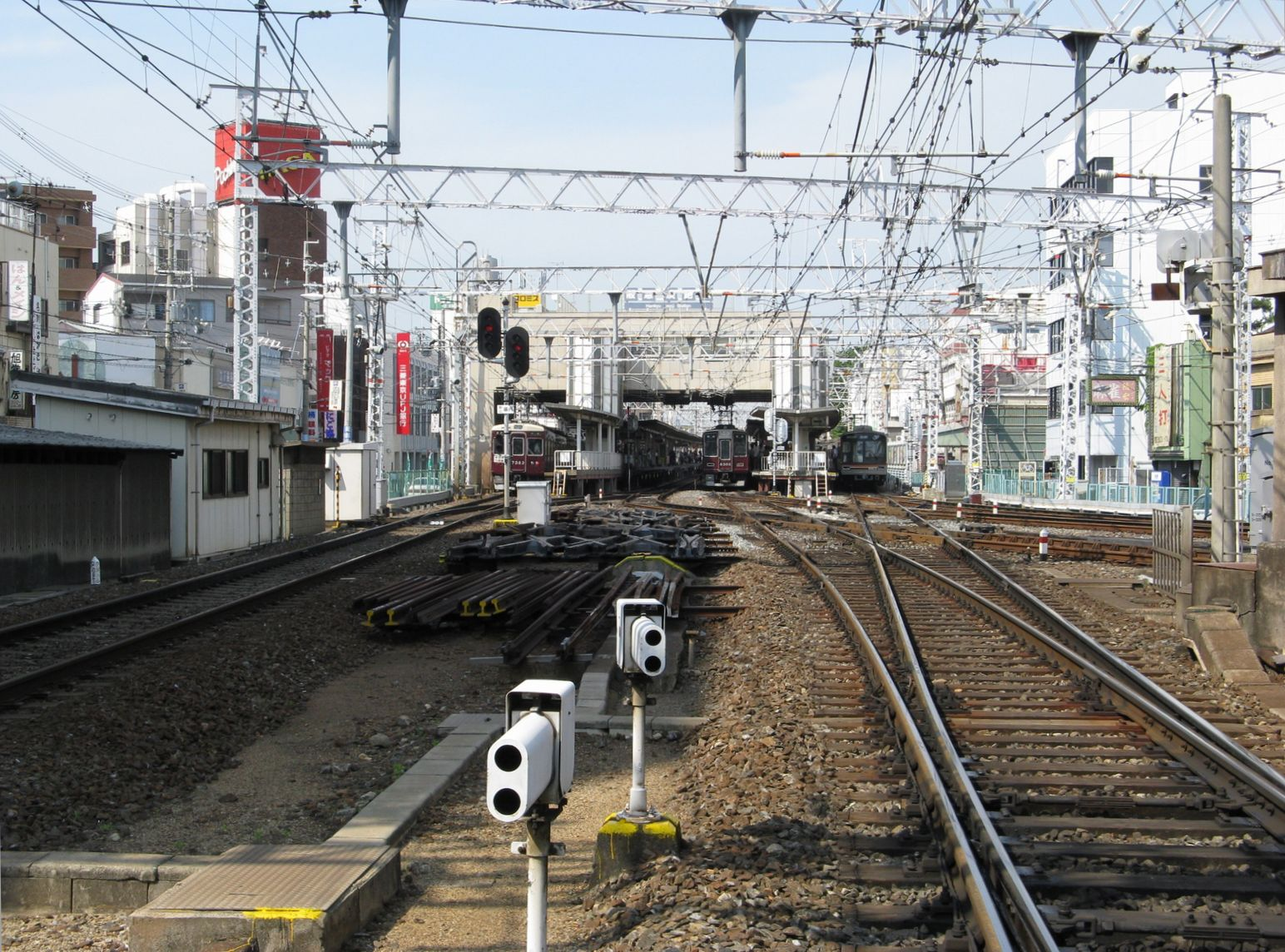
阪急淡路駅

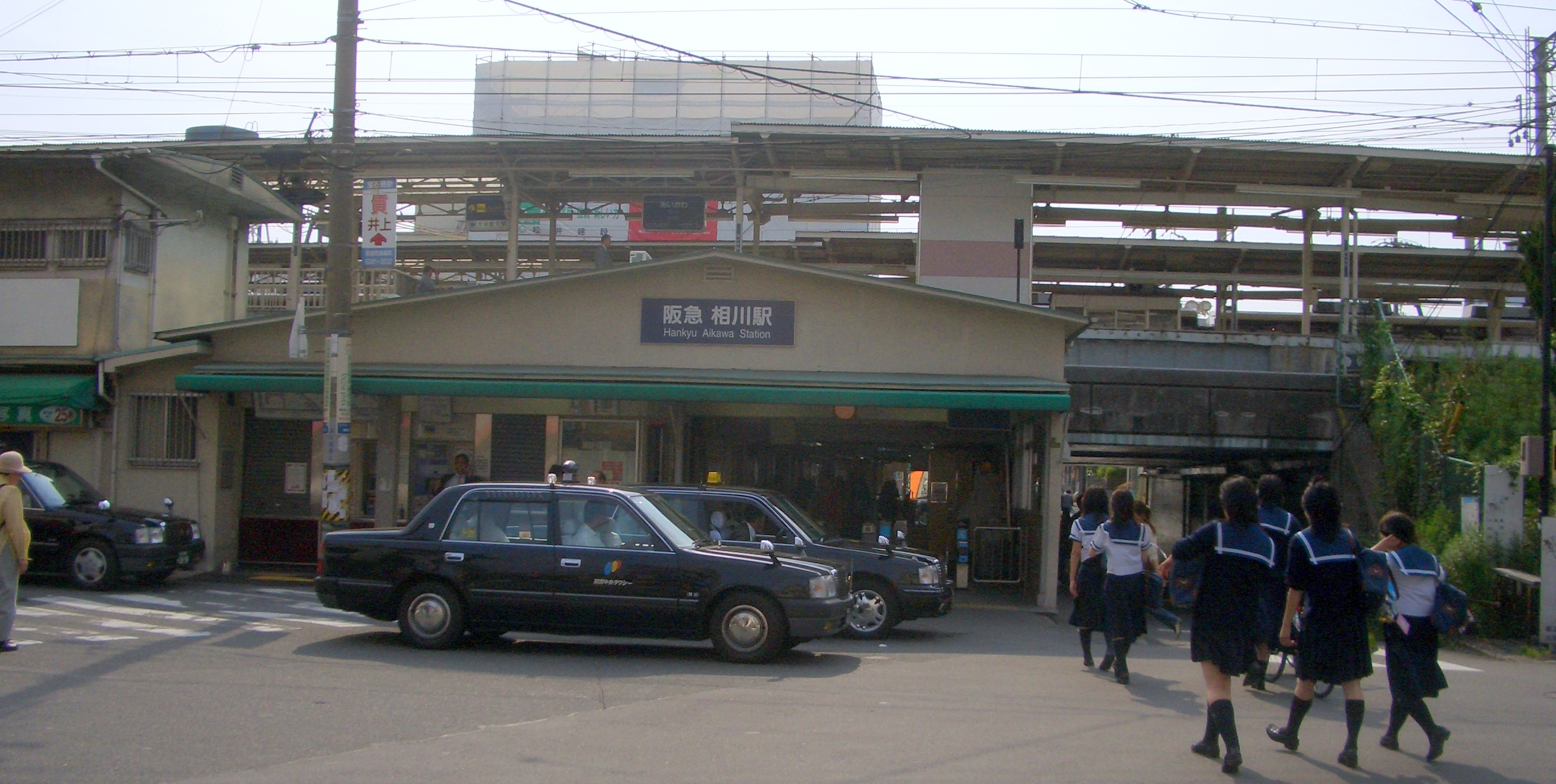
相川駅

- 区役所の最寄り駅：上新庄駅[8]（本庁舎へは南西へ徒歩15分。淡路駅付近に出張所がある）
- 西日本旅客鉄道（JR西日本）
  -  おおさか東線
    - JR淡路駅

この他、東海道本線が西部区境に沿って淀川区側を通り（同線の東淀川駅、新大阪駅とも淀川区に所在する）、東海道新幹線が区内を東西に通過する。
- 阪急電鉄
  -  京都線
    - 崇禅寺駅 - 淡路駅 - 上新庄駅 - 相川駅

  -  千里線
    - 柴島駅 - 淡路駅 - 下新庄駅
- 大阪市高速電気軌道 (Osaka Metro)
  - 今里筋線
    - 井高野駅 - 瑞光四丁目駅 - だいどう豊里駅

### バス
- 大阪シティバス
井高野に井高野営業所（南海バスに運行委託）・車庫がある。その「井高野車庫前」バス停は、終起点になっていて、乗降客も多い。

- 阪急バス（吹田摂津線）
JR吹田〜阪急相川駅〜江口橋〜ダイキン工業前〜南摂津駅〜鐘化前〜鳥飼八防〜上鳥飼〜摂津ふれあいの里

### 道路
一般国道
- 国道479号（内環状線）

主要地方道
- 大阪府道14号大阪高槻京都線（淀川通）
- 大阪府道16号大阪高槻線
- 大阪市道上新庄生野線
  - 菅原城北大橋 - 大阪市道上新庄矢田線の淀川に架かる橋、対岸は旭区。

一般府道
- 大阪府道134号熊野大阪線
- 大阪府道151号相川停車場線

## 教育

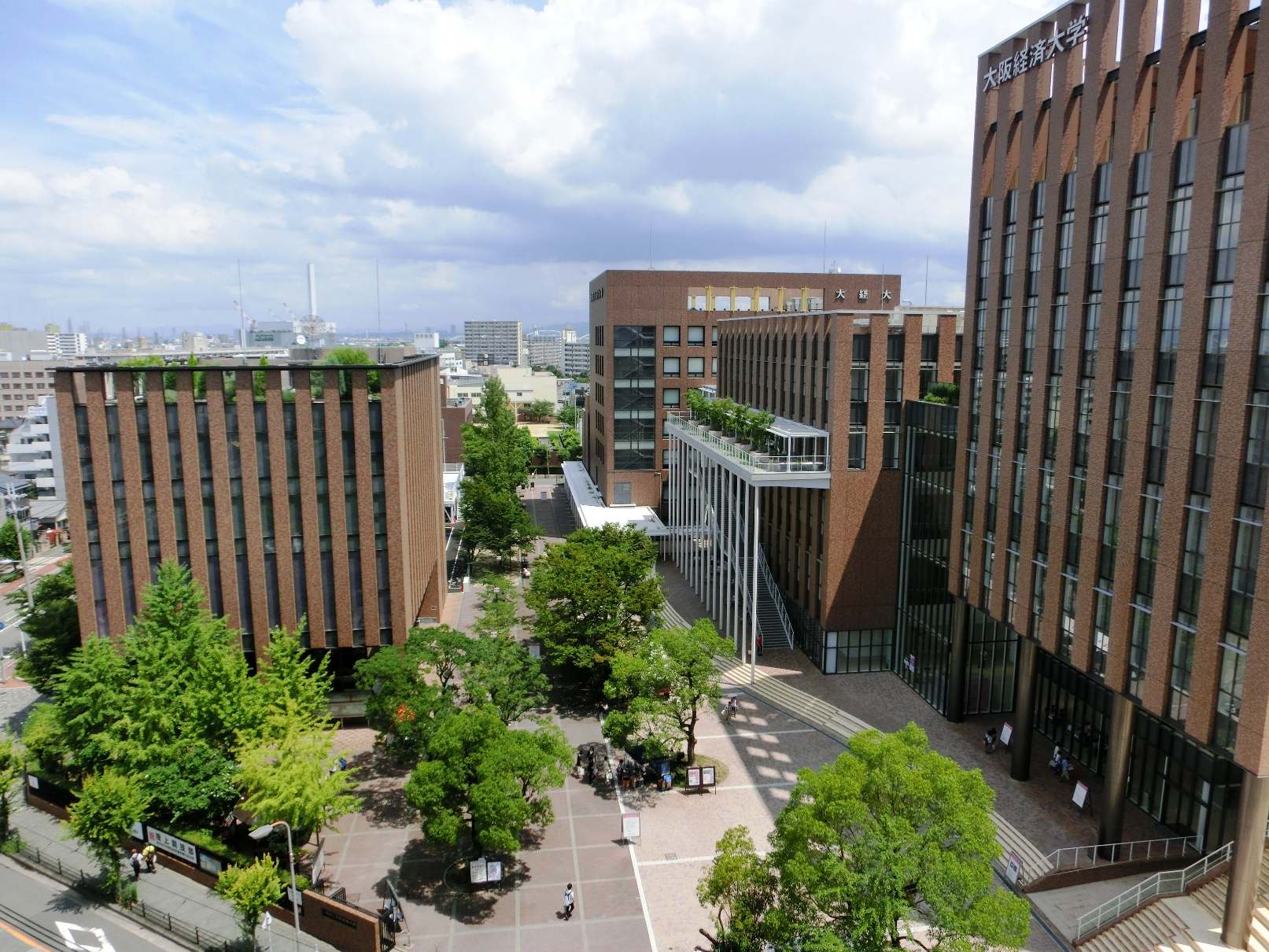
大阪経済大学

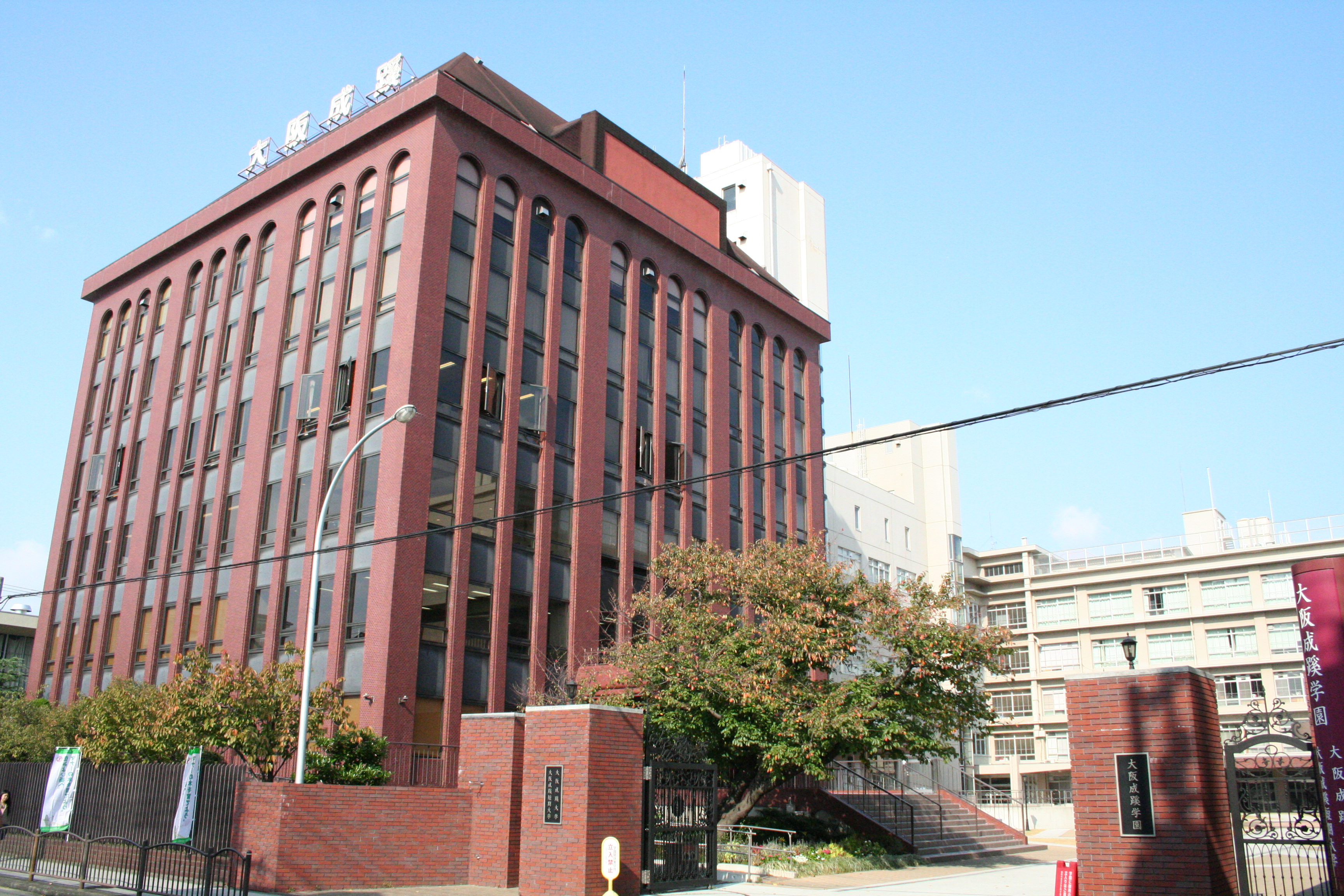
大阪成蹊大学・大阪成蹊短期大学

### 小学校
- 大阪市立東淡路小学校
- 大阪市立西淡路小学校 - 2016年度より隣接する淡路中学校と合わせて隣接型（連携型）の小中一貫教育を実施。愛称「須賀の森学園」となる。
- 大阪市立菅原小学校
- 大阪市立新庄小学校
- 大阪市立大隅東小学校
- 大阪市立豊里小学校
- 大阪市立啓発小学校：小中一貫校「むくのき学園」
- 大阪市立小松小学校
- 大阪市立井高野小学校
- 大阪市立東井高野小学校
- 大阪市立大桐小学校
- 大阪市立豊新小学校
- 大阪市立大隅西小学校
- 大阪市立豊里南小学校
- 大阪市立大道南小学校
- 大阪市立下新庄小学校

### 中学校
- 大阪市立淡路中学校：2016年度より隣接する西淡路小学校と連携型小中一貫教育実施。愛称「須賀の森学園」
- 大阪市立柴島中学校
- 大阪市立瑞光中学校
- 大阪市立中島中学校：小中一貫校「むくのき学園」
- 大阪市立東淀中学校
- 大阪市立井高野中学校
- 大阪市立新東淀中学校
- 大阪市立大桐中学校
- 関西大学北陽中学校※中高併設

### 高等学校
- 大阪府立柴島高等学校
- 大阪府立淀川清流高等学校
- 大阪高等学校
- 大阪成蹊女子高等学校
- 関西大学北陽高等学校※中高併設

### 大学・短期大学
- 大阪経済大学
- 大阪成蹊大学
- 大阪成蹊短期大学

### 特別支援学校
- 大阪府立大阪北視覚支援学校
- 大阪府立東淀川支援学校

### 各種学校
- 北大阪朝鮮初中級学校

### 学校教育以外の施設
- 大阪府立東淀川高等職業技術専門校（職業能力開発促進法に基づく職業能力開発校）
- 大阪市立東淀川図書館

## 施設
- 東淀川複合施設（旧：クレオ大阪北）

## 住宅

### 大規模マンション
- ファミール上新庄
- エバーグリーン淀川

### 住宅団地
- 都市再生機構新豊里団地
- 都市再生機構シティコート下新庄（下新庄団地を建て替えた住宅団地）
- 市営淡路住宅
- 市営淡路本町住宅
- 市営井高野住宅
- 市営南江口住宅
- 市営北江口住宅

かつて存在した住宅団地
- 住宅・都市整備公団下新庄団地（建て替えられて「シティコート下新庄」となった）

## 出身人物
- 相川七瀬（歌手）
- 浅村栄斗（プロ野球選手：東北楽天ゴールデンイーグルス）
- 上田卓三（政治家、部落解放同盟委員長）
- 岡村隆史（お笑い芸人：ナインティナイン）
- 小寺康雄（アナウンサー：NHK）
- 後藤輝基（お笑い芸人：フットボールアワー）
- 曽根海成（プロ野球選手：広島東洋カープ）
- どおくまん（漫画家）
- 名古新太郎（Jリーガー：鹿島アントラーズ)
- 林丹丹（タレント）
- 西川大輔（元体操選手、ソウルオリンピックメダリスト。現日本大学スポーツ科学部教授）
- 遙洋子（タレント）
- 濱家隆一（お笑い芸人：かまいたち）
- 福田光輝（プロ野球選手：北海道日本ハムファイターズ）
- シリア・ポール（女優・歌手）
- ほんこん（お笑い芸人：130R）
- 吉本一義（元・プロ野球選手：福岡ダイエーホークス）
- 中西喜美恵（女優：吉本新喜劇）
- 中川パラダイス（お笑い芸人：ウーマンラッシュアワー）
- 三輪修平（漫画家）
- 百田尚樹（作家・放送作家）
- 奈良井翼（プロボクサー）
- 陣（THE RAMPAGE from EXILE TRIBE）
- 守島正（政治家）
- 山本幸一（大阪国際大学専任講師、教育者）

## ゆかりの人物
- 橋下徹（弁護士・タレント、元大阪市長。小学生時代に東淀川区で過ごす。出生地は東京都渋谷区）
- いしいひさいち（漫画家。関西大学時代に区内に居住し[9]、漫画家デビューした）
- 呂布カルマ（ラッパー。小学校時代を区内で過ごした）

## 名所・旧跡・文化・観光施設

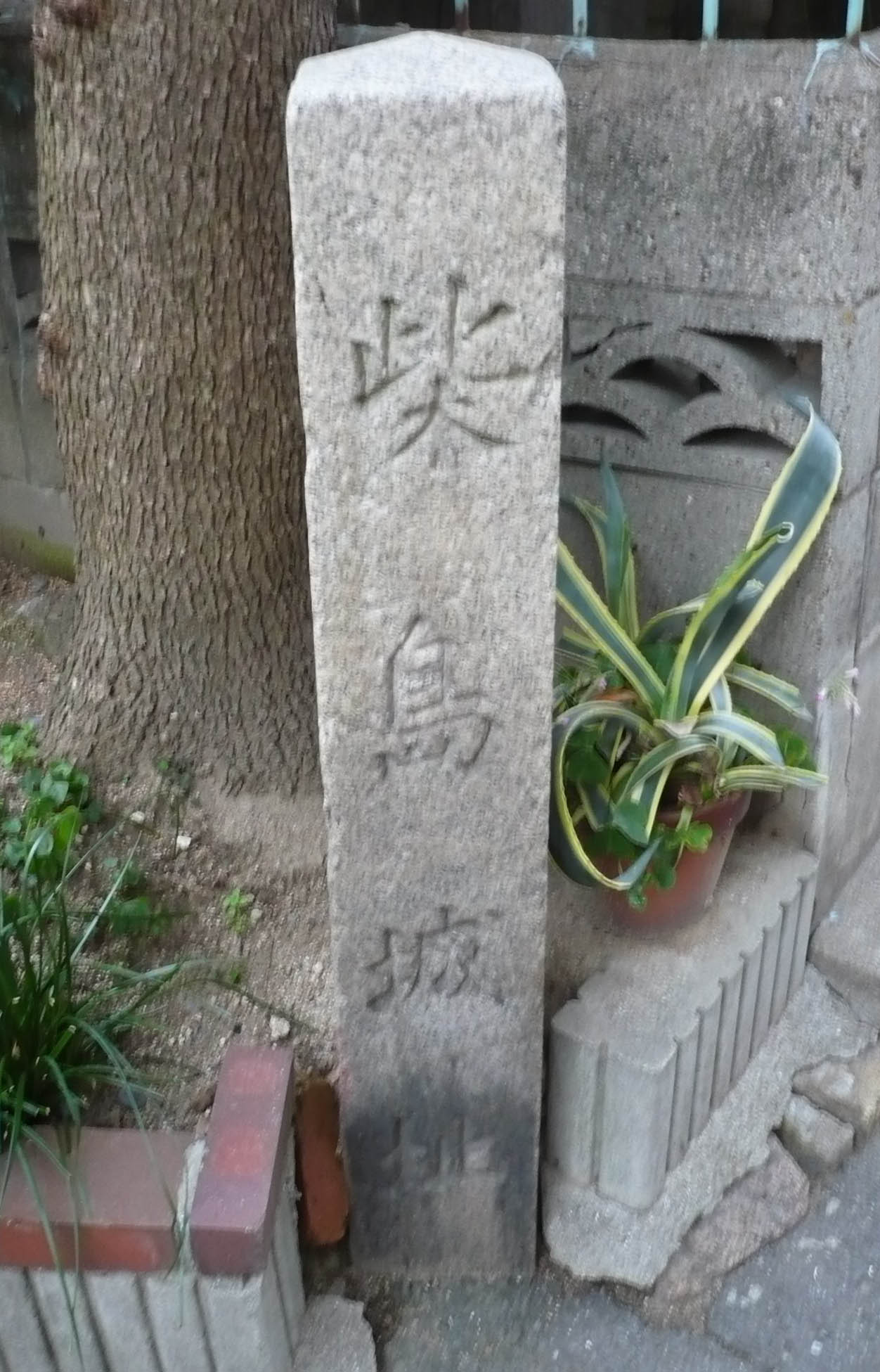
柴島城址の碑

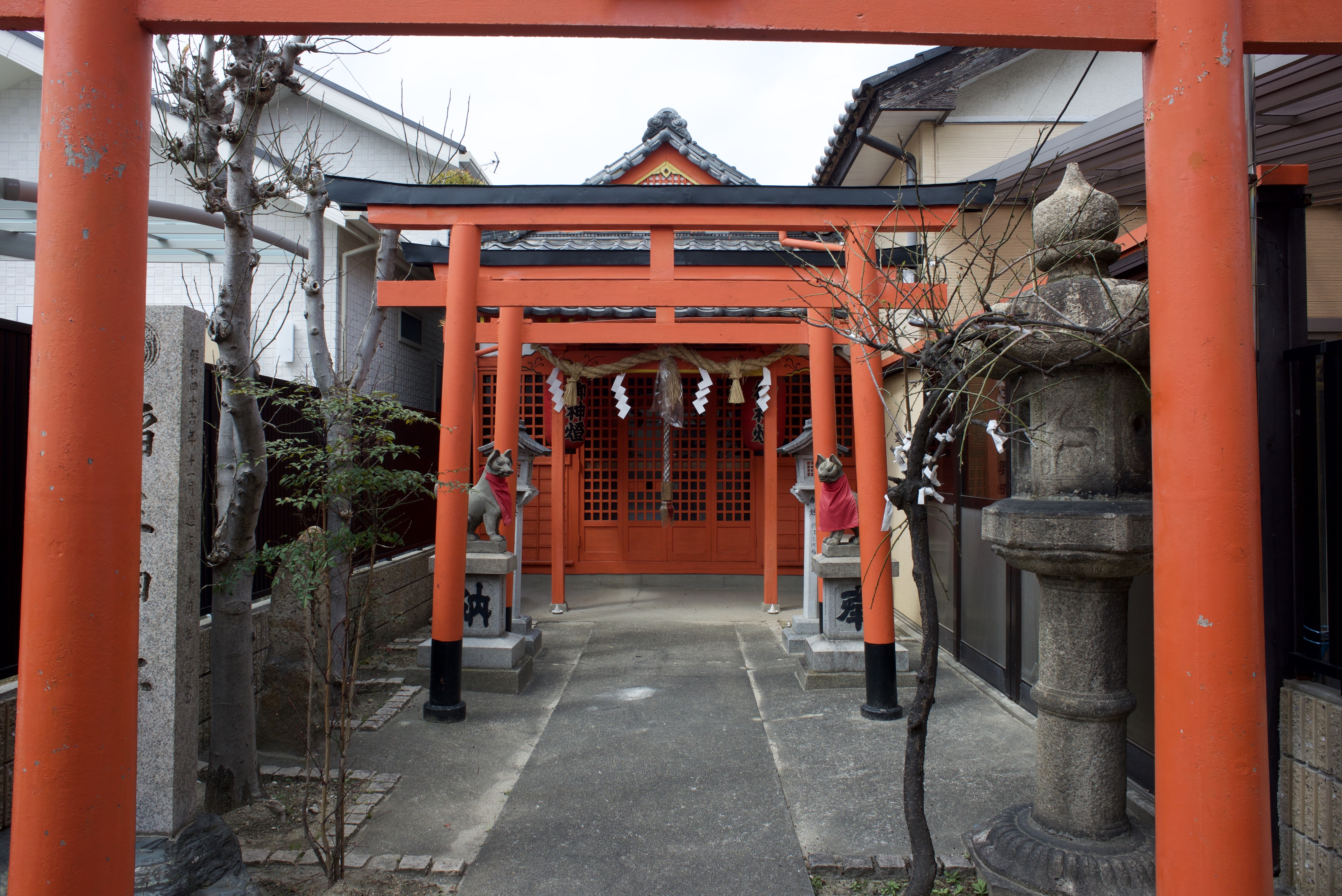
稲生神社（紅梅稲荷）

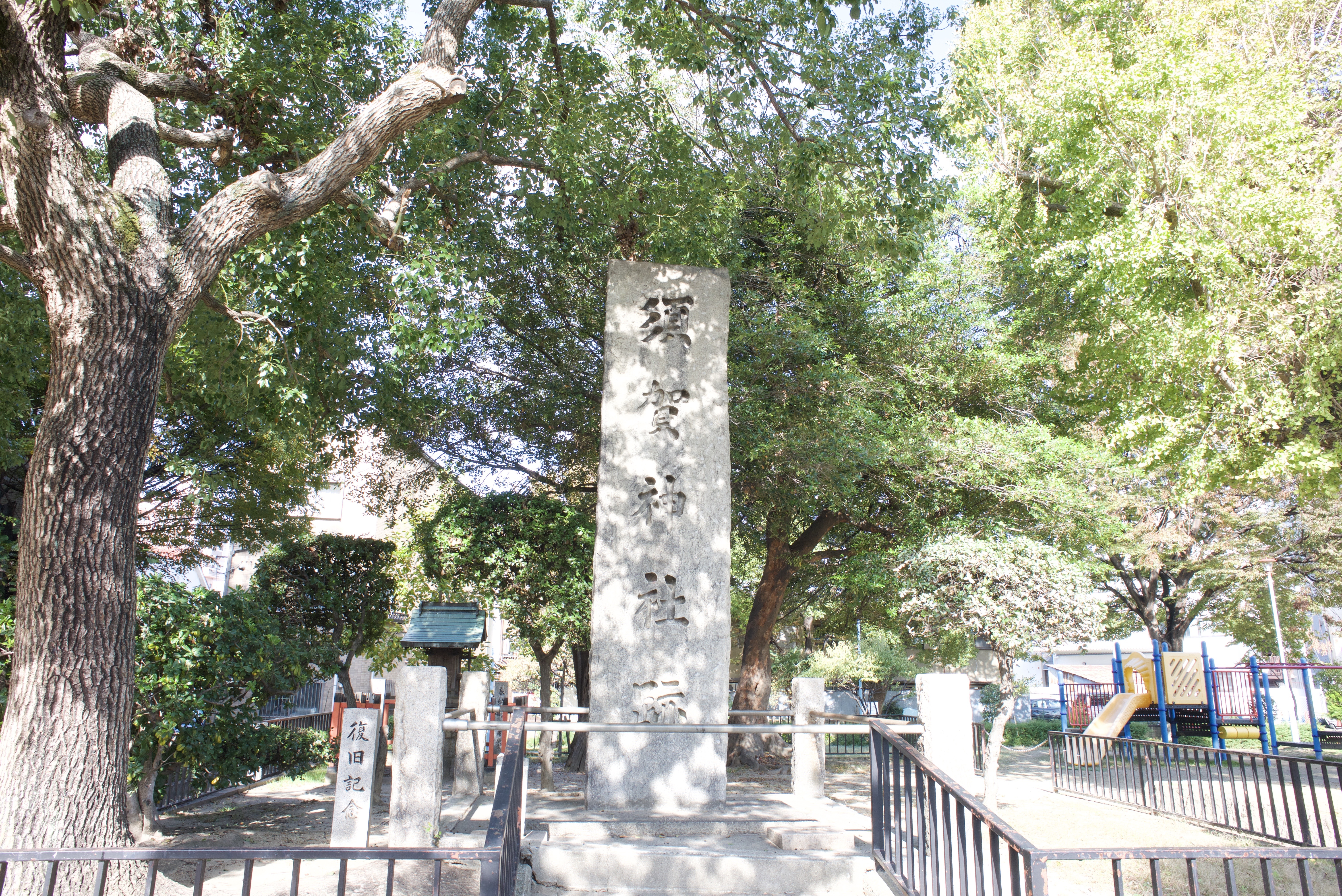
須賀神社跡の碑（須賀森公園）

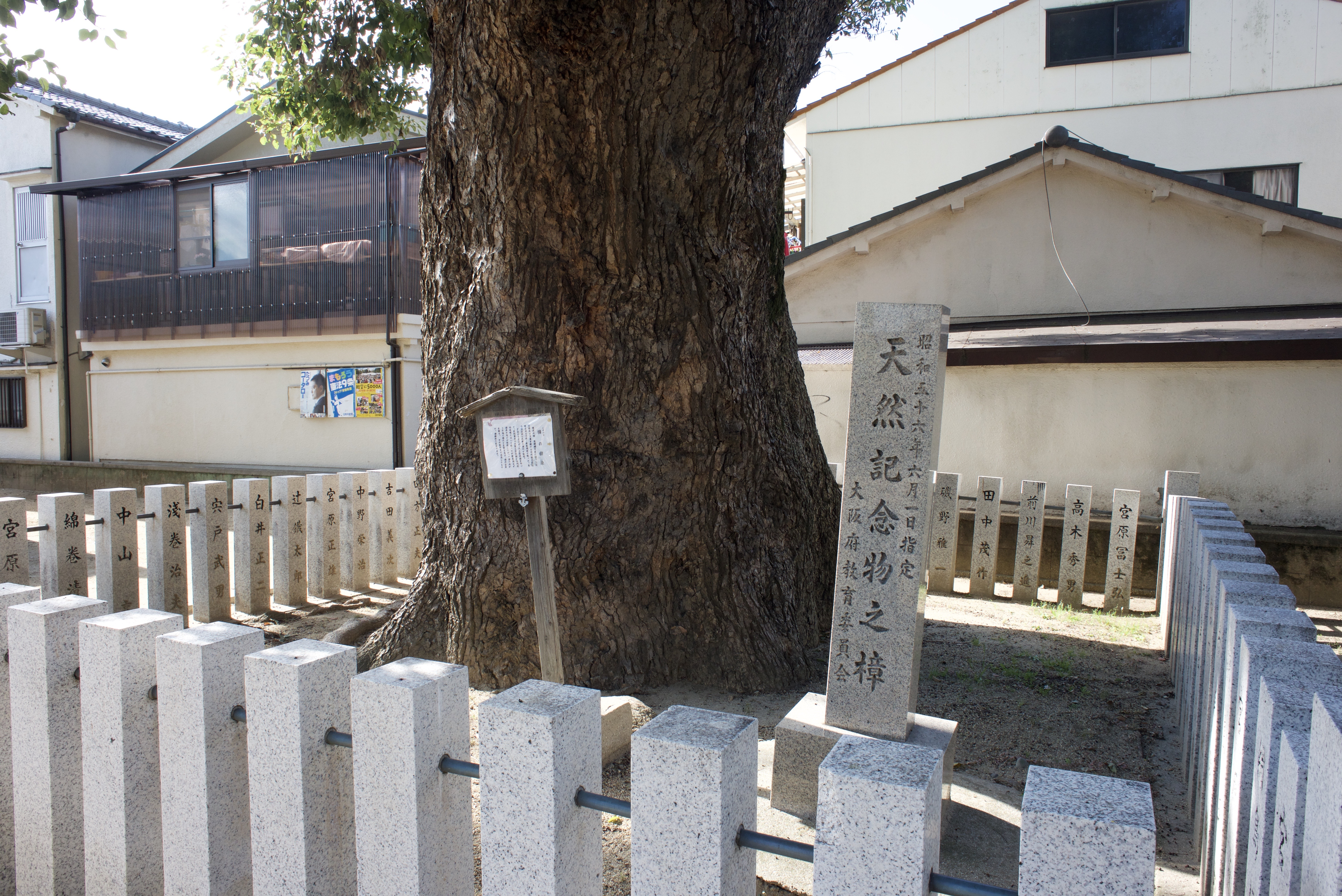
天然記念物の樟（須賀森公園）

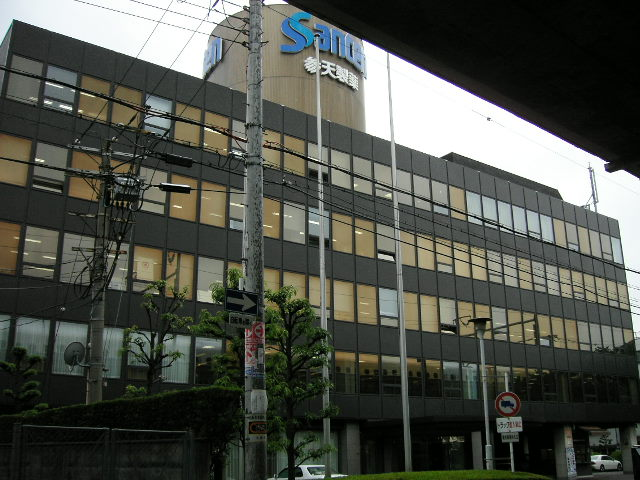
旧参天製薬本店・本社工場（下新庄）※現存せず

- 小松公園 - 悪七兵衛といわれた藤原景清（平景清）が、自分を匿ってくれた伯父を誤って斬ってしまい、後悔して泣きながら刀を洗った池があった。池は「涙池」といわれ、昭和の初めに埋め立てられた[10][11]。
  - 光用寺（※淀川区）- 藤原景清（平景清）を哀れに思った人達が、後世に作った墓がある[10][12]。
- 松山神社
- 江口城址
- 寂光寺（江口の君堂）
- 逆巻地蔵
- 大隅神社
- 乳牛牧跡（ちゅうしまきあと・ちちうしのまきあと）
- 稲生神社（紅梅稲荷）
- 瑞光寺、雪鯨橋
- 大宮
- 豊里大橋
- 定専坊（石山本願寺の釣鐘）
- 菅原城北大橋
- 菅原天満宮
- 東淡路南公園 - 全国で1両しか保存されていないEH10形電気機関車（61号機）が静態保存されている。
- 中島大水道顕彰碑
- 西淡路高射砲台跡
- 須賀森公園 - 須賀神社跡の碑、天然記念物の樟
- 崇禅寺、摂津県・豊崎県県庁所在地跡
- 中島惣社
- 柴島城址
- 柴島浄水場、水道記念館 - 旧第一配水ポンプ場（竣工：1914年、設計：宗兵蔵、登録有形文化財）
- 長柄橋

## 区内に本社を置く企業
- キーエンス（精密機械）
- 久保孝ペイント（塗料製造販売）
- TAIYO（油圧 / 空気圧機器）
- 国際興業大阪（タクシー・観光バス）
- 川重冷熱工業（ボイラ・吸収冷温水機） 登記上の本店は滋賀県草津市
- コリス（菓子）
- トップ製菓（菓子）
- ママリス（菓子）
- YKベーキングカンパニー（パン） 旧神戸屋。神戸屋の包装パン事業を山崎製パンに譲渡し、山崎製パン100%出資により発足。
- 飯田繊工（染色）
- 三社電機製作所（半導体・電源機器）

### かつて区内に本社を置いていた企業
- 参天製薬（医薬品） - 現在の本社は北区大深町